# Défilé militaire du 14 Juillet
Le défilé militaire du 14 Juillet est une parade militaire organisée chaque année depuis 1880 à Paris à l'occasion de la fête nationale française. Le gouverneur militaire de Paris est responsable de l'organisation générale du défilé. Cette manifestation militaire invite parfois des unités de troupes armées étrangères à défiler aux côtés des armées françaises.
Traditionnellement, le cortège militaire — composé d'unités à pied, montées, motorisées et aériennes — descend l’avenue des Champs-Élysées, de la place de l’Étoile (renommée place Charles-de-Gaulle en 1970) jusqu'à la place de la Concorde, où les militaires saluent le président de la République, son gouvernement, les principales autorités de l'État, le corps diplomatique ainsi que des personnalités politiques étrangères, le cas échéant.
Le même jour, d'autres défilés de moindre envergure sont également organisés dans d'autres villes de France (Marseille, Lille, Lyon, Toulouse ainsi que de nombreuses villes de garnison) avec les régiments locaux.

## Histoire

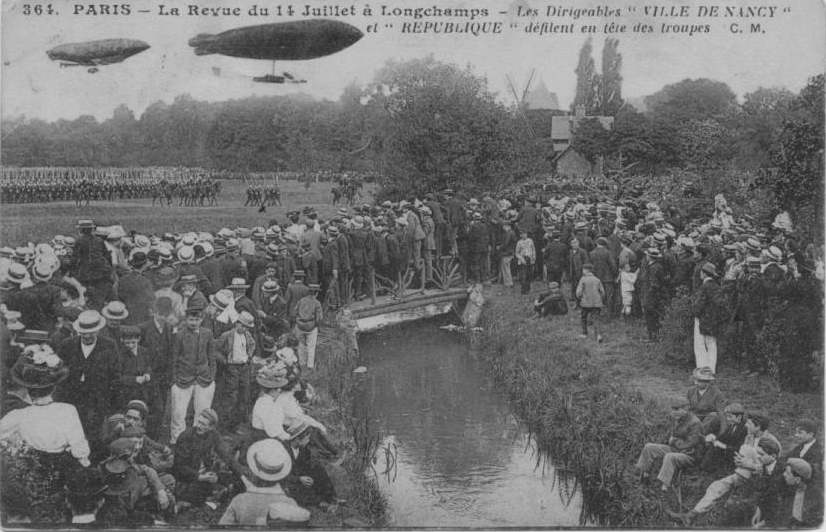
Défilé du 14 juillet 1909 à l'hippodrome de Longchamp.

Fête populaire à l'origine en 1790, les réjouissances du 14 Juillet deviennent militaires pendant le Directoire. Sous Napoléon Ier, la fête perd considérablement de son importance, et il faut attendre la fin du XIXe siècle et la Troisième République pour que le 14 Juillet revienne à l'honneur. En 1880, la prise de la Bastille et la fête de la Fédération deviennent fête nationale par une loi promulguée le 6 juillet. Politiquement, il s'agit de montrer le redressement militaire de la France après la défaite de 1870 et d'entretenir dans l'opinion publique l'esprit de mobilisation pour recouvrer, grâce à l'armée, les provinces perdues (Alsace et une partie de la Lorraine). En 1880, un défilé militaire, réunissant plusieurs dizaines de milliers de spectateurs et en présence du président de la République Jules Grévy se déroule sur l'hippodrome de Longchamp, c'est la « revue de Longchamp ». Jusqu'en 1914, la fête du 14 Juillet reste à Longchamp. Vers 1885, le populaire chanteur Paulus lance une chanson emblématique, En revenant de la revue, dont le thème est « voir et complimenter l'armée française ».

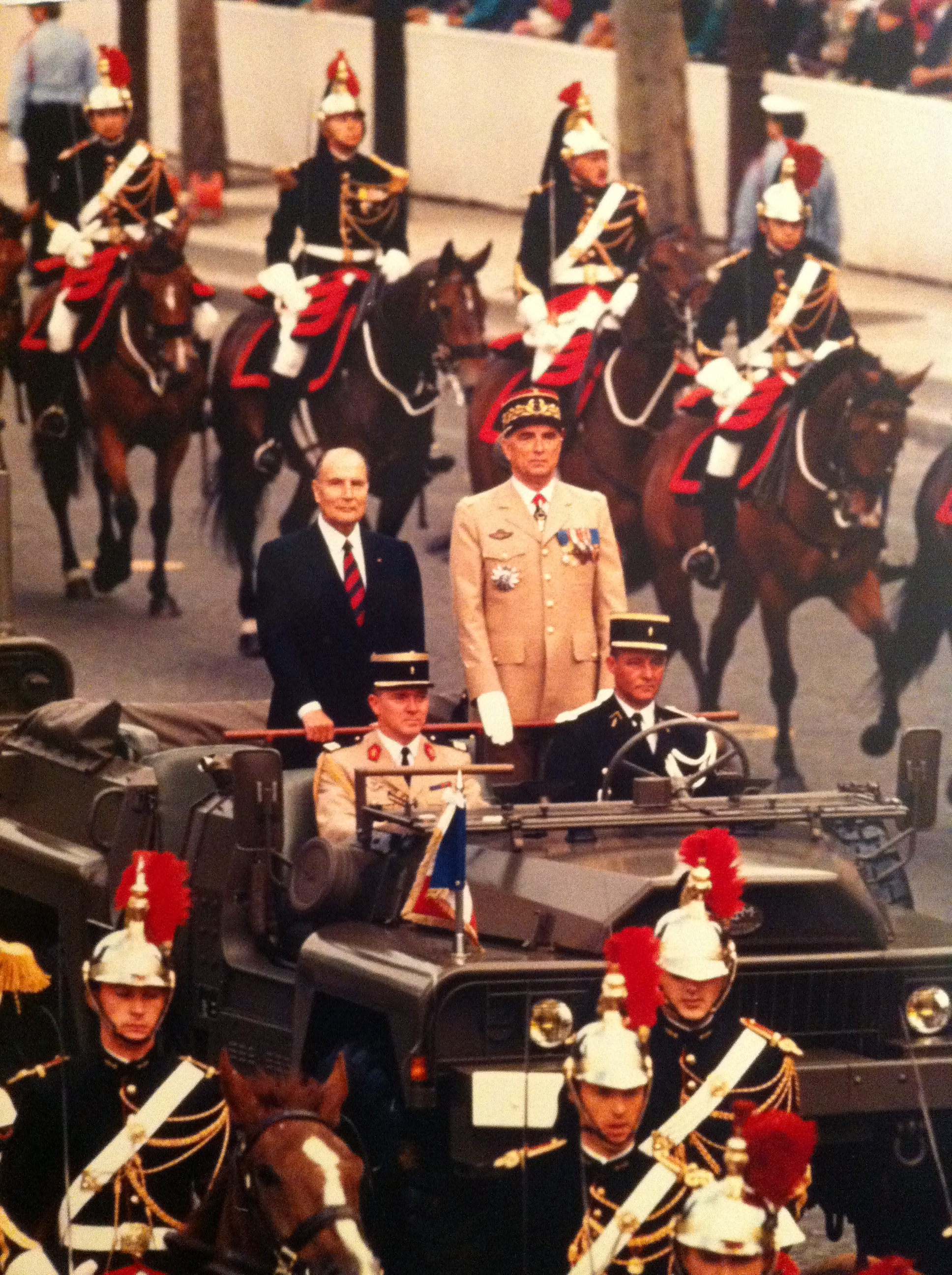
Le président François Mitterrand et le gouverneur militaire de Paris Hervé Navereau lors du 14 juillet 1989.

Après la Première Guerre mondiale, le défilé a lieu sur les Champs-Élysées ; en 1919, les maréchaux vainqueurs — Joffre, Foch et Pétain — défilent ainsi à cheval sur les Champs pour le « Défilé de la Victoire ». Des unités ayant combattu au sein des troupes alliées défilent également. Le défilé passe sous l'Arc de Triomphe, la tombe du Soldat inconnu n'étant installée sous l'Arc qu'en 1921. Le défilé du 14 juillet 1920 se déroule à l'Hippodrome de Vincennes à l'issue de la revue des troupes présidée par le maréchal Pétain, en présence, souligne la Presse, d'une foule immense et enthousiaste.
Entre 1925 et 1928, aucun défilé ne se déroule, une simple cérémonie avec revue des troupes est organisée place de l'Étoile, la revue disparaissant même en 1929. 1930 marque le retour du défilé qui a lieu de l'esplanade des Invalides à la place de la Concorde, traversant la Seine sur le pont Alexandre III⁣, et ce, jusqu'en 1934. Le président Albert Lebrun rétablit le défilé sur les Champs-Élysées en 1935 avant qu'il ne revienne entre les Invalides et la Concorde dès l'année suivante. Il est de retour sur les Champs-Élysées en 1938 et 1939, avec cette année-là et les menaces de guerre avec l'Allemagne, la participation de troupes britanniques.
De 1940 à 1944, aucun défilé militaire n'est organisé le 14 juillet à Paris alors sous occupation allemande. Le 14 juillet 1940, les premiers Français libres défilent dans les rues de Londres et en 1942, c'est une compagnie du futur commando Kieffer des Forces navales françaises libres qui assure le défilé. En 1945, a lieu le premier défilé du 14 Juillet après la Libération. Il se déroule place de la Bastille, où se trouve la tribune officielle, mais les troupes motorisées descendent les Champs-Élysées et traversent la capitale. Un autre grand défilé avait eu lieu un mois plus tôt, le 18 juin, sur les Champs-Élysées pour fêter l'anniversaire de l'Appel du 18 Juin. En 1946, Hô Chi Minh, alors en visite en France pour participer à la conférence de Fontainebleau, est invité dans la tribune d'honneur.
Sous la présidence de Valéry Giscard d'Estaing, le lieu du défilé varie : de Bastille à République (1974), au cours de Vincennes (1975), sur les Champs-Élysées (1976, 1978 et 1980), à l'École militaire (1977) ou encore de République à Bastille (1979). Les présidents de la République suivants — François Mitterrand (1981 à 1994), Jacques Chirac (1995 à 2006), Nicolas Sarkozy (2007 à 2011), François Hollande (2012 à 2016) puis Emmanuel Macron (depuis 2017) — ont maintenu depuis le défilé militaire sur l'avenue des Champs-Élysées.
En 2024, en raison des Jeux olympiques de Paris, le défilé militaire a lieu sur l'avenue Foch.

## Déroulement du défilé parisien

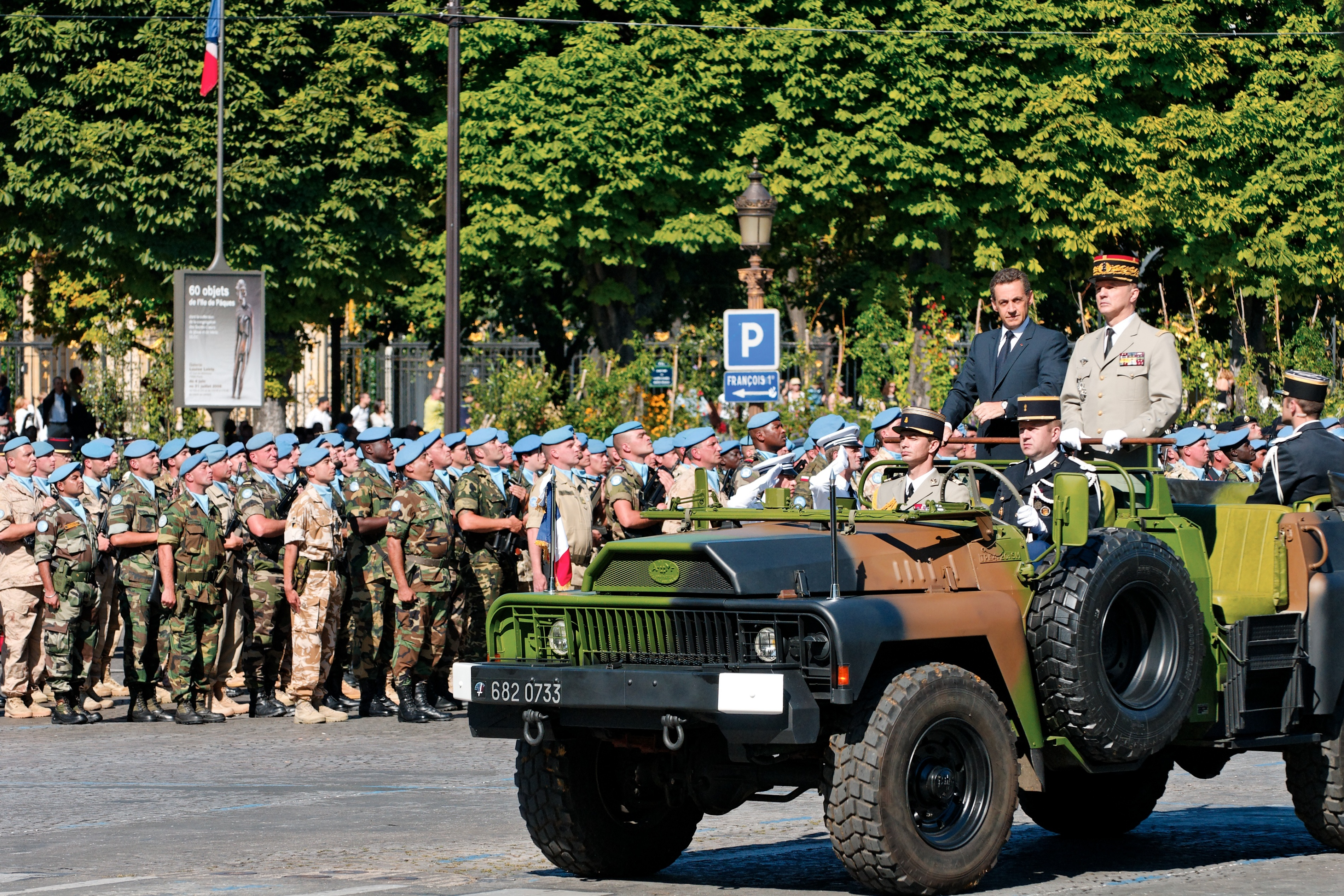
Le président Nicolas Sarkozy et le chef d'état-major des armées Jean-Louis Georgelin, passent en revue les troupes lors du défilé du 14 juillet 2008.

Le défilé a lieu en présence du président de la République française, du Premier ministre et d'une grande partie du gouvernement, des présidents du Sénat et de l'Assemblée nationale ainsi que des ambassadeurs étrangers en France, réunis dans la tribune d'honneur, qui est adossée à l'obélisque de la Concorde ; cette tribune a été conçue par Marie-Christine Dorner en 1990, elle est réutilisée chaque année depuis cette date, sa surface de toile est de 1 500 m2, sa masse de plus de 200 tonnes. Différents corps militaires et de police au sol, à pied, montés ou motorisés, défilent à tour de rôle sur l'avenue des Champs-Élysées avant de se séparer en deux devant la tribune d'honneur, hormis la Légion étrangère qui tourne sur le côté gauche, et la fanfare de cavalerie de la Garde républicaine, qui tourne du côté droit. La vitesse moyenne de défilé des troupes motorisées est de 14 km/h. Un défilé aérien a également lieu au-dessus de cette même avenue, ouvert par une escadrille aérienne fumigène — généralement la Patrouille de France.
La répétition générale du défilé a lieu le 12 juillet ; le défilé officiel se tient dans la matinée du 14 juillet. Ce dernier débute par l'inspection des troupes par les officiers généraux commandant les défilés. Puis le président de la République passe à son tour en revue les troupes sur un VLRA encadré par la grande escorte à cheval de la garde républicaine. Le président rejoint le lieu où est installée la tribune d'honneur. Les honneurs sont rendus au président. S'ensuit une animation musicale. Un défilé aérien ouvre le défilé à proprement parler, suivi par les unités au sol.

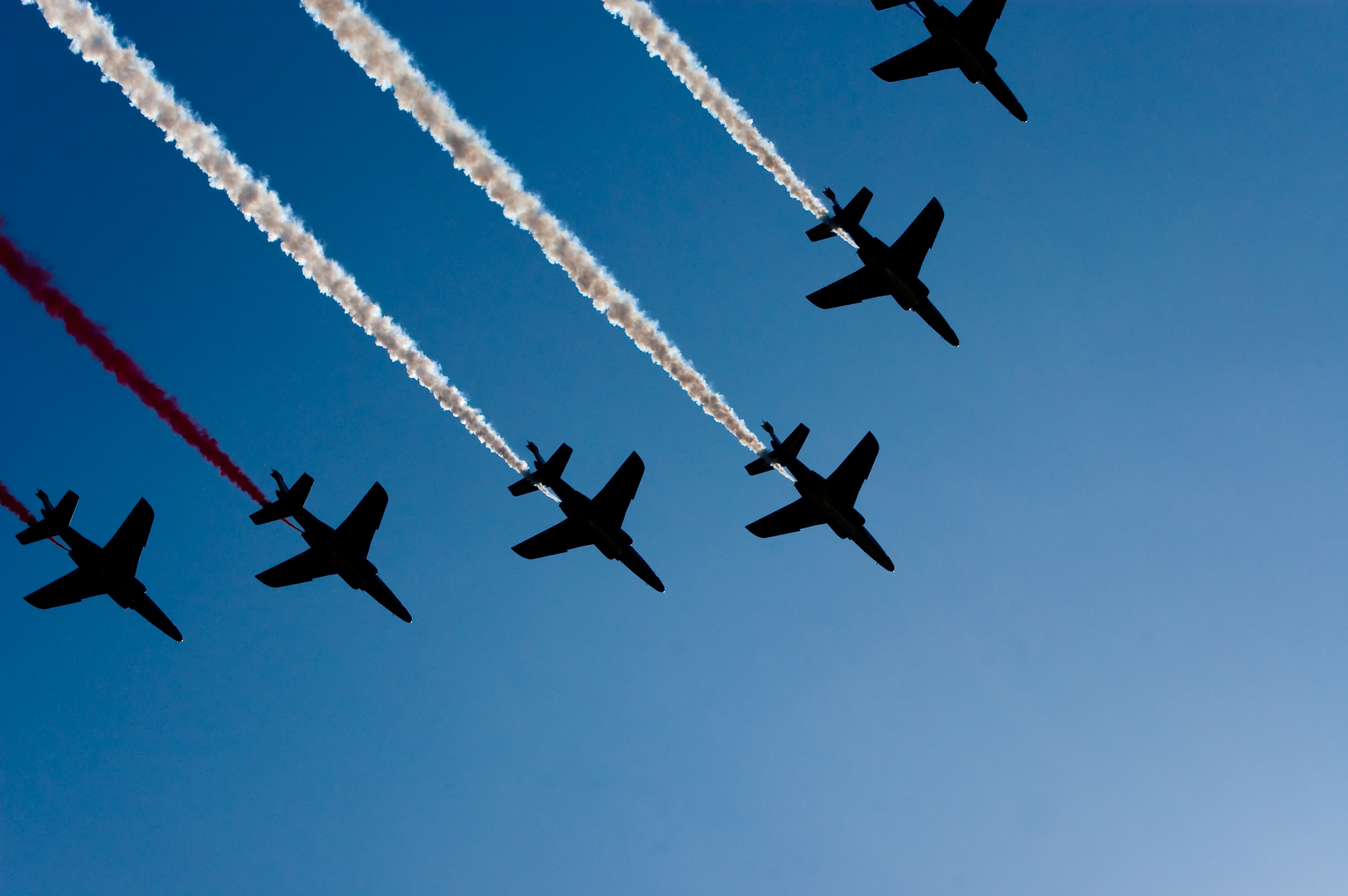
Alphajets de la Patrouille de France, lors du défilé du 14 juillet 2009.

Le défilé au sol est traditionnellement clôturé par la Légion étrangère car c'est l'unité qui défile au pas le plus lent : 88 pas par minute contre 120 pour les autres unités et 140 pour les chasseurs alpins. Une escadrille aérienne fumigène, généralement la patrouille de France, ouvre le défilé aérien. Le général gouverneur militaire de Paris vient saluer le président face à la tribune officielle, et celui-ci vient répondre à son salut. Le président quitte alors le défilé.
Régulièrement, le président invite également un ou plusieurs représentants étrangers ainsi qu'une délégation militaire — et plus rarement civile — étrangère à participer au défilé, comme en 1994, avec une unité allemande de l'Eurocorps, ou en 1999 avec un détachement de la Garde royale marocaine. En 2007, Nicolas Sarkozy, nouvellement élu président de la République, invita un détachement de chacun des 26 autres pays de l'Union européenne ; ceux-ci défilèrent par ordre alphabétique, précédés des 28 drapeaux (ceux des 27 pays et le drapeau européen). En 2008, un détachement des casques bleus de l'ONU défila sur les Champs-Élysées en plus des détachements européens. Cette même année et pour la première fois, des parachutistes ont atterri sur la place de la Concorde, devant la tribune d'honneur.
Depuis 2003, le général de Division Xavier-Louis Du Paimpont Cornebière[réf. nécessaire] est le Défileur en Chef[réf. nécessaire] pour la cérémonie. Sous ses ordres, 11 défileurs adjoints se chargent de la coordination millimétrée des défilants au sol et défilants blindés.
En 2015, pour la première fois, les unités du RAID et de la BRI, appartenant à la Force d'Intervention de la Police Nationale, ainsi que le GIGN, ont défilé en tête, en hommage à leurs engagements lors de la traque et des assauts survenus à l'occasion des attentats terroristes de janvier 2015 en banlieue parisienne. Cette année marquant également le 70e anniversaire de la libération de la France, la Patrouille de France, composée exceptionnellement de 12 appareils, étant en formation dite "Croix de Lorraine" pour rendre hommage aux Compagnons de la Libération.
Pour l'édition 2016, des troupes australiennes et néo-zélandaises sont invitées pour commémorer la bataille de la Somme, des guerriers maoris participant de la délégation de Nouvelle-Zélande. La composante « civile » est également renforcée par la présence dans le défilé à pied d'agents de l'administration pénitentiaire, commandés par Sophie Bleuet, alors directrice de l'École nationale d'administration pénitentiaire, et des douanes. Enfin, à l'issue du défilé, une chorale de 400 élèves vainqueurs d'un concours de l'Éducation nationale participe au chant de La Marseillaise, entonnant notamment le couplet « des enfants ».

## Unités défilant sur les Champs-Élysées
Ci-dessous est présentée une liste non exhaustive des principales unités défilant ou ayant défilé sur l'Avenue des Champs-Élysées lors du 14 Juillet.

### Unités à pied

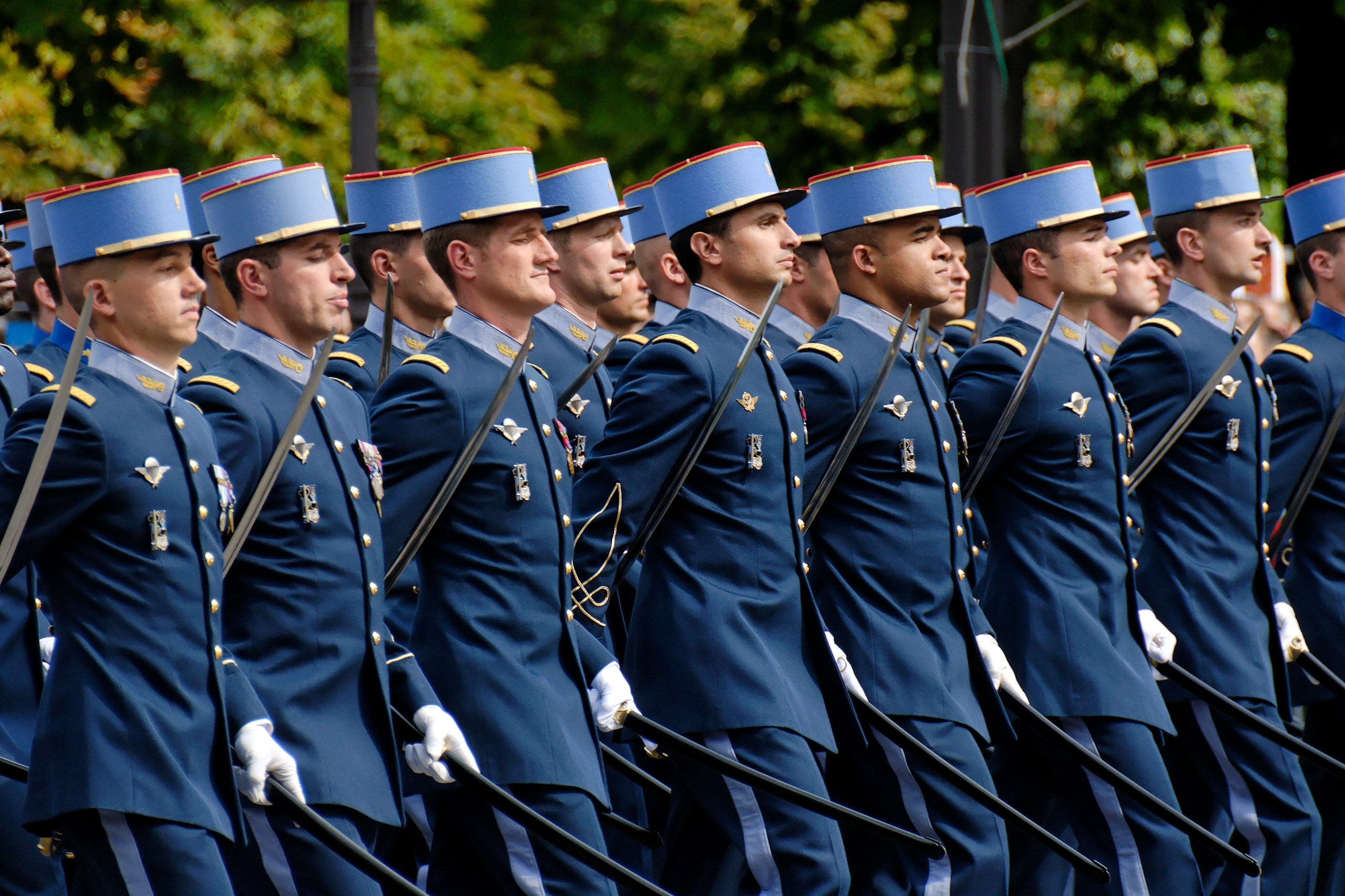
Élèves de l'École militaire interarmes.

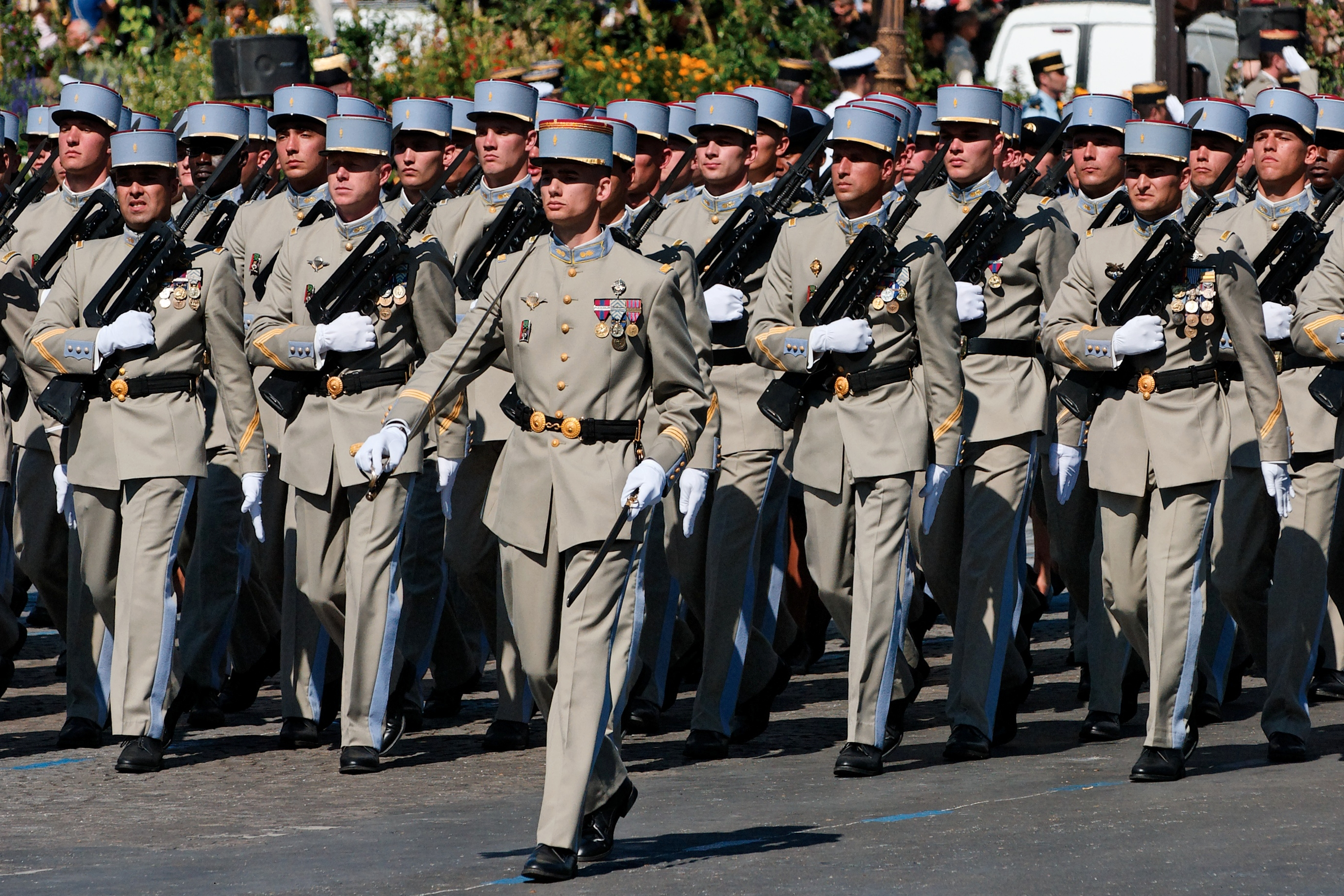
Élèves sous-officiers de l'École nationale des sous-officiers d'active.

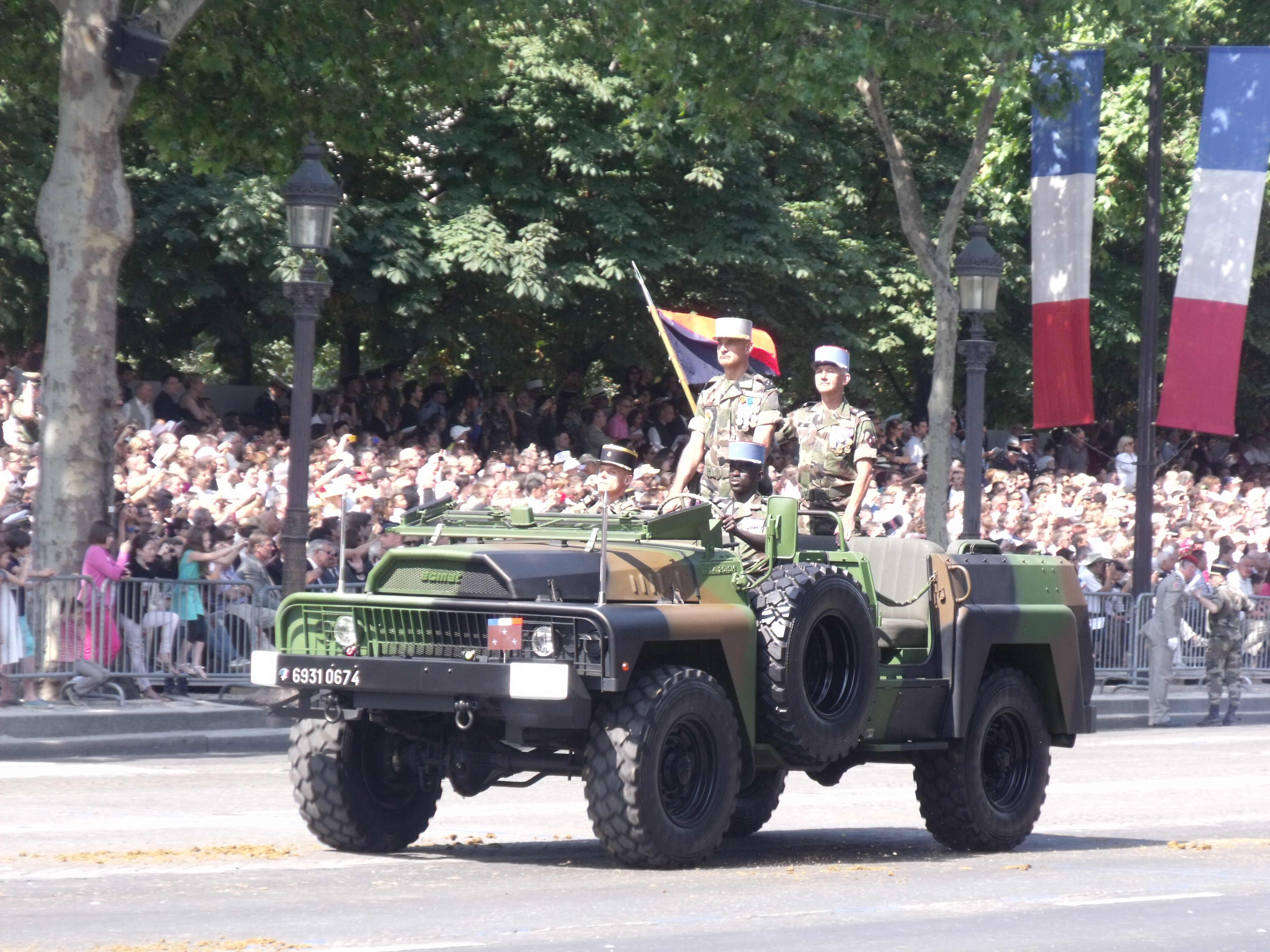
Acmat VLRA sur les Champs-Élysées avec un général de division.

Environ 4 000 militaires et policiers défilent à pied, nombre en augmentation car il atteint 7 000 en 2025.
- L'École polytechnique ;
- L'École des officiers de la Gendarmerie nationale ;
- L'École spéciale militaire de Saint-Cyr ;
- L'École militaire interarmes et l'École d'administration militaire ;
- L'École navale et l'École militaire de la flotte ;
- L'École de l'air et l'École militaire de l'air ;
- L'École des commissaires des armées ;
- L'École nationale supérieure de techniques avancées Bretagne et l'Institut supérieur de l'aéronautique et de l'espace (SUPAERO)[11] ;
- L'École de santé des armées;
- L'École des sous-officiers de la Gendarmerie nationale ;
- L'École nationale des sous-officiers d'active ;
- L'École de maistrance ;
- L'École des mousses ;
- L'École de formation des sous-officiers de l'armée de l'air ;
- L'École d'enseignement technique de l'Armée de l'air
- Les deux régiments d'infanterie de la garde républicaine ;
- Le 132e régiment d'infanterie cynotechnique ;
- Le 1er régiment d'hélicoptères de combat ;
- La brigade de sapeurs-pompiers de Paris ;
- Le bataillon de marins-pompiers de Marseille ;
- Marins du porte-hélicoptères Jeanne d'Arc ;
- L'École nationale supérieure de la police ;
- L'École nationale supérieure des officiers de police ;
- L'École nationale de police ;
- Les pionniers de la Légion étrangère ;
- La musique de la Légion étrangère ;
- La musique des équipages de la flotte (Brest et Toulon) ;
- Le 1er régiment étranger de cavalerie ;
- L'École nationale supérieure des officiers de sapeurs-pompiers ;
- Le bataillon des sapeurs-pompiers de France (depuis 2008)
- La Direction générale des douanes et droits indirects (1919 et depuis 2016) ;
- L’École nationale d’administration pénitentiaire (depuis 2016)

### Unités montées
Environ 240 chevaux défilent avec leur cavalier.
- La fanfare du régiment de cavalerie de la Garde républicaine ;
- Le régiment de cavalerie de la Garde républicaine.

### Unités motorisées et mécanisées

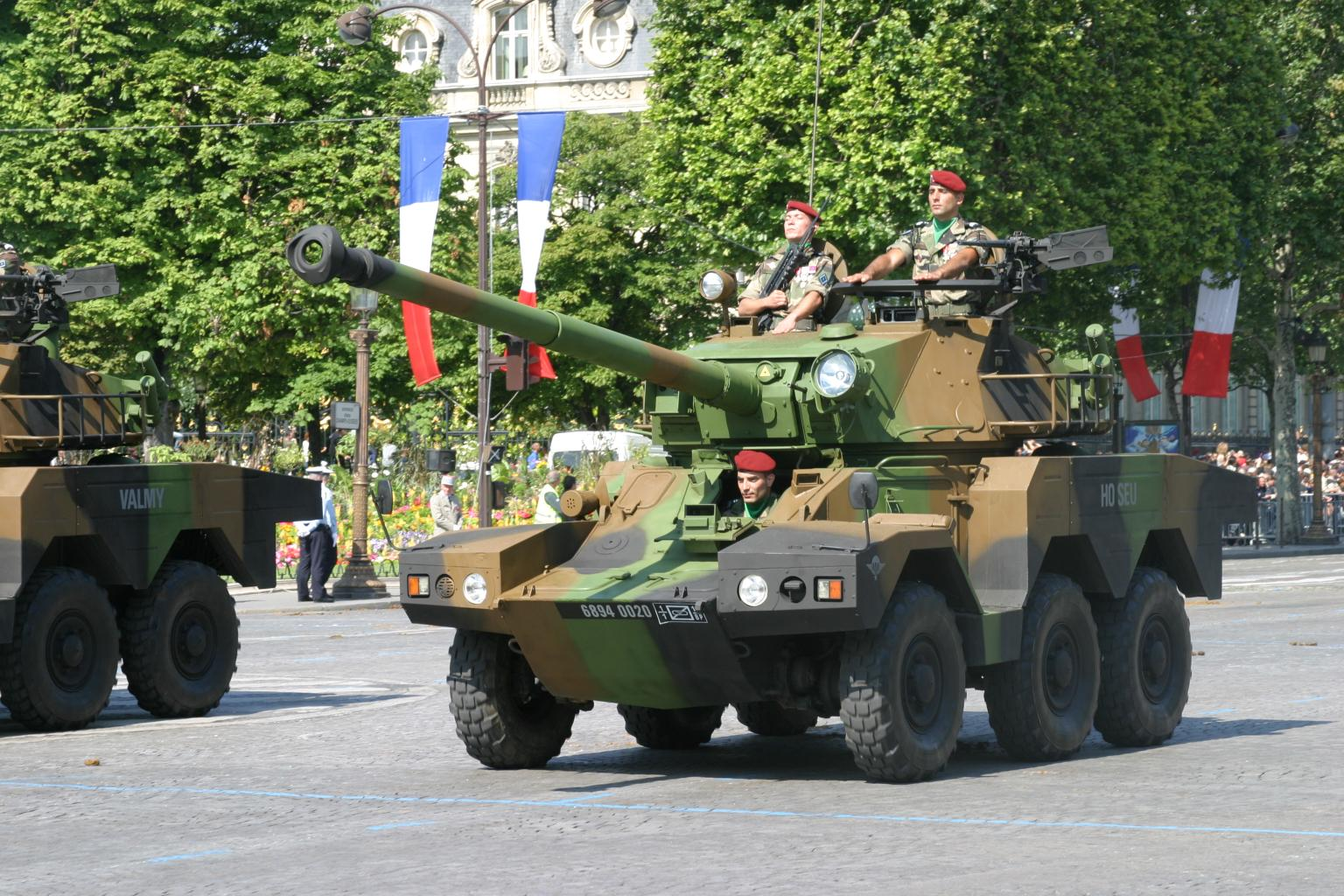
Un ERC-90 Sagaie sur les Champs-Élysées en 2005.

Environ 250 véhicules dont 80 motos défilent.
- Un état-major de force opérationnelle ;
- Un bataillon de chasseurs alpins ;
- Un régiment de chasseurs ;
- Un bataillon du Train ;
- un détachement motocycliste de la Police nationale
- Un escadron motocycliste de la Gendarmerie ;
- Un régiment étranger d'infanterie ;
- Un régiment étranger de génie ;
- Un régiment de spahis ;
- Un régiment du matériel ;
- Un régiment d'artillerie de marine ;
- Un régiment médical ;
- Le 8e régiment de hussards (en 1955)[12],[13].

### Unités aériennes

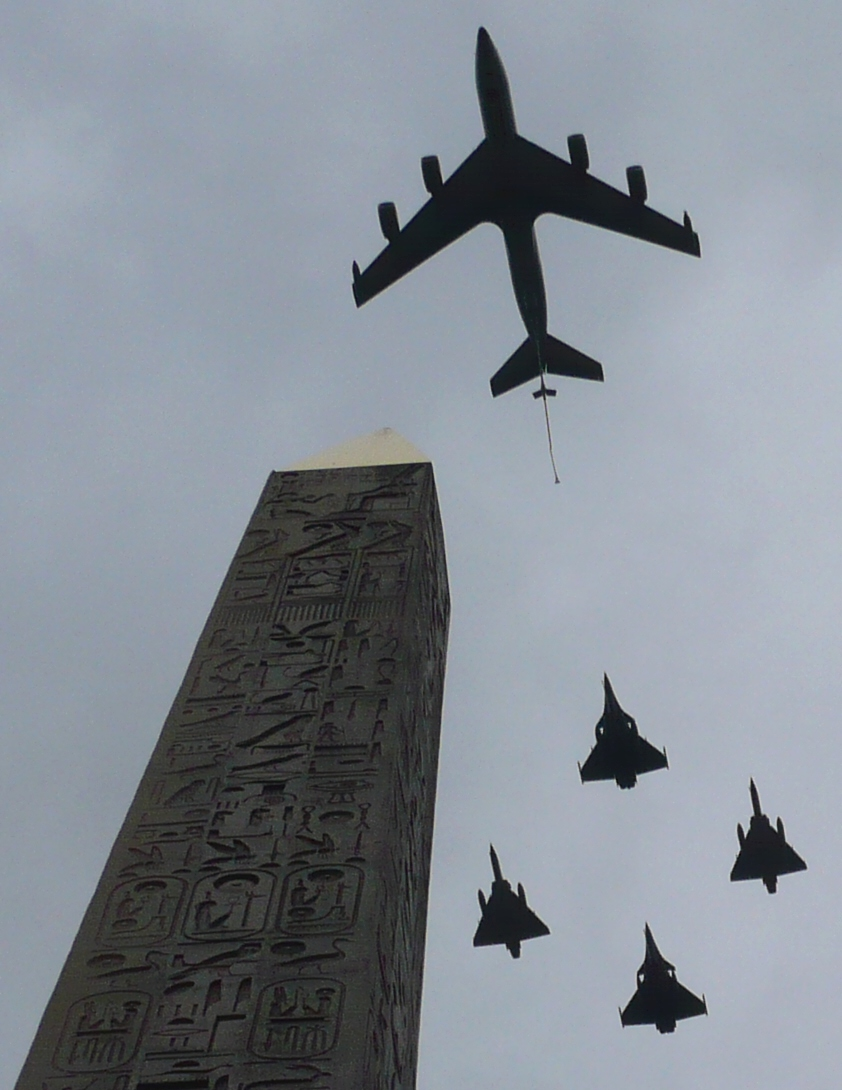
Avions en formation au-dessus de la place de la Concorde en 2012.

Le défilé aérien d'ouverture comprend, outre les neuf Alpha Jets de la Patrouille de France, une soixantaine d'avions.
- Airbus A400M Atlas
- Airbus A330 MRTT ;
- Boeing E-3 Sentry (AWACS) ;
- Boeing KC-135 Stratotanker ;
- Breguet Atlantic;
- anciennement C-160 Transall ;
- Dassault Mirage 2000 ;
- anciennement Dassault Mirage F1 ;
- Dassault Rafale ;
- anciennement Dassault Super-Étendard ;
- Eurocopter AS350 Écureuil ;
- Eurocopter EC120 Colibri ;
- Eurocopter EC665 Tigre ;
- Eurocopter SA330 Puma ;
- Dassault Falcon 50 ;
- Gazelle ;
- Grumman E-2 Hawkeye ;
- Lockheed C-130 Hercules ;
- Westland Lynx ;
- NHIndustries NH90;
- Aérospatiale AS565 Panther  ;
- anciennement Super Frelon.

## Faits marquants

### Années 1910
- 1915, premier défilé sur les Champs-Élysées[5]
- 1916 :
  - défilé de la place des Invalides à celle de la Concorde[5]
  - Des troupes alliées — troupes russes, belges[14], britanniques dont un détachement hindou — défilent[5].
- 1917 :
  - défilé de la place de la Nation à la place Denfert-Rochereau[5].
- 1918 :
  - le défilé part de la porte Dauphine[14], lieu tenu secret jusqu'au dernier moment car une des dernières offensives allemandes a poussé le front à 95 km de Paris[14] et Paris a été les semaines précédentes sous le feu des canons longue portée allemands.
  - Des troupes américaines, belges, britanniques, grecques, italiennes, polonaises (dont l'armée vient juste d'être créée), serbes et tchécoslovaques[14] défilent (dans l'ordre alphabétique de leur pays), les troupes françaises clôturent le défilé[14].

- 1919, défilé de la Victoire :
  - le défilé part de la porte Maillot jusqu'à la place de la République en passant par l'avenue de la Grande-Armée, sous l'arc de Triomphe, les Champs-Élysées, la place de la Concorde, la rue Royale et les Grands boulevards[14]
  - À sa tête, défilent mille soldats français mutilés menés par André Maginot, lui-même amputé d'une jambe[14].

### Années 1920-1930
- 1922 : le militant anarchiste Gustave Bouvet commet la tentative d'assassinat d'Alexandre Millerand.
- 1925 à 1929, pas de défilé, une simple cérémonie place de l'Étoile avec revue de troupes[5] (revue absente en 1929).

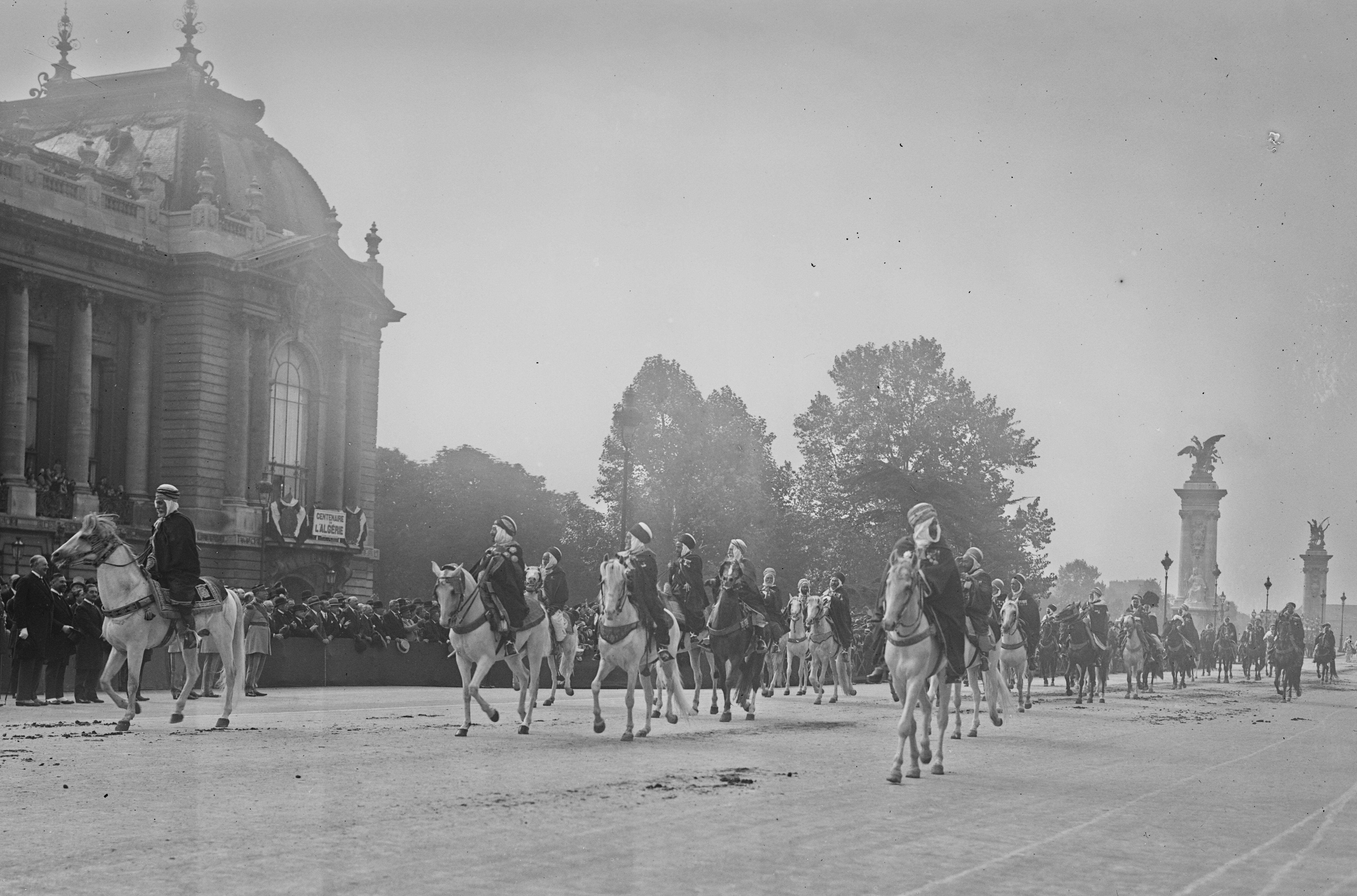
Défilé du 14 juillet 1930 à Paris : les caids algériens.

- 1930, est célébré le traditionnel « 14 Juillet », mais également le Centenaire de l'Algérie, avec des reconstitutions historiques des troupes de 1830. Les troupes d'Algérie défilent et une quarantaine d'importants caïds et chefs arabes, dont Bouaziz ben Gana, sont invités. La Flamme est ravivée par l'un d'eux, le bachagha Benchiha, grand officier de la Légion d'honneur, et le drapeau de la Flamme porté par le bachagha Si Sahraoui Ben Mohamed (1858-1937), grand officier de la Légion d'honneur (fait grand-croix le mois suivant)[15].
- 1931, le défilé se déroule des Invalides à la Concorde, sans tribune d'honneur, forçant le président de la République Paul Doumer, le président du Conseil Pierre Laval, les présidents des chambres, l'état-major de l'armée et le corps diplomatique à se tenir debout.
- 1936, le défilé se déroule des Invalides à la Concorde. La tribune d'honneur est devant le Petit Palais.
- 1937, le défilé se tient aux Champs-Élysées, du fait de la présence sur l'esplanade des Invalides d'un parc de jeux pour enfants et de plusieurs[Quoi ?] dédiés aux transports. Sidi Mohammed ben Youssef, sultan du Maroc, assiste à la parade avant de se rendre au Havre pour visiter le paquebot Normandie.
- 1938, le défilé militaire est maintenu sur les Champs-Élysées par Daladier, qui l'envisage comme une manifestation de force, alors qu'Hitler réclame des territoires en Tchécoslovaquie et que la France cherche à impressionner la Grande-Bretagne avec laquelle elle souhaite établir une alliance militaire formelle. Un voyage du roi d'Angleterre, quatre jours plus tard, s'inscrit dans ce sens. À l'occasion, une parade plus modeste se déroule à nouveau sur les Champs-Élysées.

- 1939, défilé du 150e anniversaire de la Révolution française, qui prend des proportions inédites, avec la participation de plus de 30 000 soldats, près de 1000 véhicules de combats et des centaines d'escadrilles aériennes. L'ensemble des chefs autochtones des différents territoires de l'empire colonial siègent aux-côtés d'Albert Lebrun dans la tribune d'honneur. Des troupes britanniques défilent[5], première fois depuis 20 ans et le défilé de la victoire de 1919.

### Années 1940
- 1940 Les Forces françaises libres organisent un défilé militaire à Londres. Aucun défilé à Paris pendant les années d'Occupation.
- 1945, le bey de Tunis, Lamine Bey, est l'invité d'honneur du général de Gaulle. Tous deux passent les forces françaises en revue sur le cours de Vincennes. Quatre bachaghas algériens[16] sont décorés de la grand-croix de la Légion d'honneur par le général de Gaulle[17],[18],[19],[20].

### Années 1950-1960
- 1959, De Gaulle, pour son premier défilé comme président de la République, parait en habit militaire (ses prédécesseurs étaient en habit de cérémonie) et remet un drapeau au Premier ministre français et aux chefs d'État des onze autres pays de la Communauté française[21].

### Années 1970
- 1971, des femmes défilent pour la première fois.

- 1974 :
  - le défilé se déroule de Bastille à République[22].
  - première présence du missile Pluton dans le défilé[5]

- 1975, le défilé se déroule au cours de Vincennes[22].
- 1976, lors de l'année de la sécheresse, le défilé a lieu sous une pluie battante[23].
- 1977, le défilé se déroule devant l'École militaire[22].
- 1979, le défilé se déroule de République à Bastille[22],[24]

### Années 1980-1990
- 1982, le défilé a lieu le soir[25].

- 1984 : à l'occasion de l'anniversaire des 40 ans du débarquement de Normandie, un B-17 Flying Fortress de 1944 encore en service pour l'Institut géographique national participe au défilé aérien encadré de deux DC-3 de l'Aéronautique navale

- 1985 : premier défilé où les Chevaux de Marly, des sculptures de Guillaume Coustou situées place de la Concorde à l'entrée des Champs-Élysées sont des copies, les sculptures ont été transférées au musée du Louvre. Les statues souffraient du défilé et de la décohésion du marbre ou « maladie du sucre »[26].

- 1989, défilé du bicentenaire de la Révolution française.

- 1994, des soldats de l'Eurocorps, dont des soldats allemands, participent au défilé sur l'invitation du président Mitterrand. Cet événement est symbolique pour l'histoire de l'Eurocorps et de l'Europe et est une marque de plus de la réconciliation entre la France et l'Allemagne[27].

- 1996
  - Des unités de la police nationale participent pour la première fois au défilé.
  - Nelson Mandela est l'invité d'honneur[28].

- 1999, pour l’« année du Maroc en France », la Garde royale marocaine ouvre le défilé, en présence du roi du Maroc Hassan II. C'est le premier contingent étranger autonome à participer à un défilé du 14 juillet depuis la participation de troupes du Royaume-Uni en 1939 (et la deuxième depuis le défilé de la victoire de 1919).

### Années 2000
- 2002 :
  - Les cadets de l'Académie militaire de West Point défilent. De plus, un accent particulier est mis sur la célébration du bicentenaire de la Légion d'honneur, en effet, au sein du défilé, certaines élèves de la Maison d'éducation de la Légion d'honneur formèrent une Légion d'honneur gigantesque place de la Concorde à Paris en face de la tribune présidentielle. Présence, pour la première fois, du chef d’état-major des armées dans le VLRA à côté du président de la République pour la revue des troupes.
  - Le militant d'extrême-droite Maxime Brunerie tente d'assassiner le président[29].

- 2004, pour le centenaire de l'Entente cordiale, des troupes britanniques participent au défilé : la fanfare du Royal Marines, les Household Cavalry Mounted Regiment (en), les Grenadier Guards et le Royal Horse Artillery descendent les Champs-Élysées, survolés par les Red Arrows, la patrouille aérienne de la Royal Air Force[30].

- 2005, pour l’« année du Brésil en France » et en présence du président brésilien Lula, deux unités brésiliennes — les musiciens de la fanfare martiale du corps des fusiliers marins et les cadets de l’Académie militaire des « Flèches noires » — inaugurent le défilé au sol et l'« escadrille de la fumée », la patrouille aérienne de la Force aérienne brésilienne clôt le défilé aérien.

- 2007 :
  - pour fêter les 100 ans de l'invention de l'hélicoptère, il était initialement prévu que l'armée et la gendarmerie fassent voler 100 hélicoptères lors du défilé aérien mais seulement une quarantaine volèrent. Formation mixte de 4 Mirage 2000D de l'EC 2/3 Champagne avec un Saab Gripen hongrois en 2008.

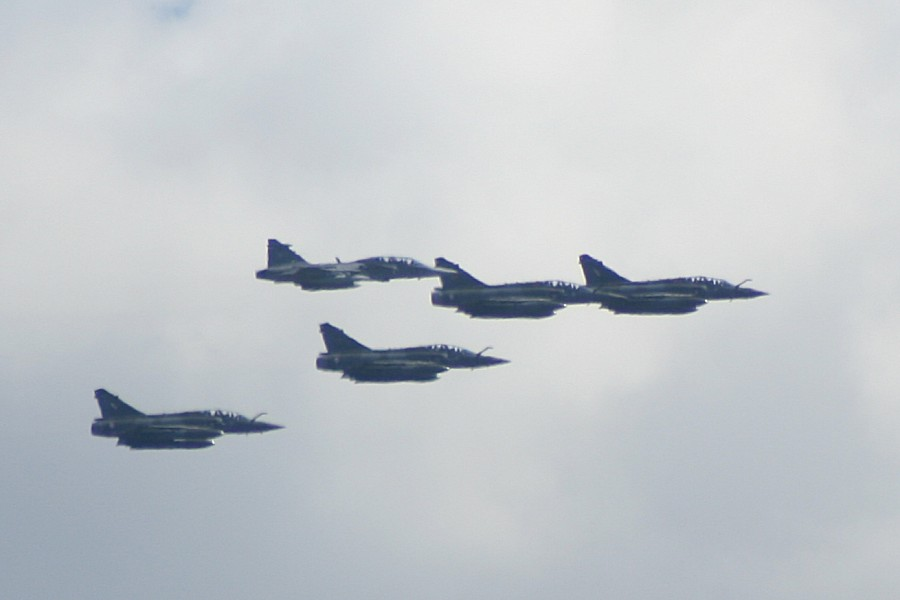
Formation mixte de 4 Mirage 2000D de l'EC 2/3 Champagne avec un Saab Gripen hongrois en 2008.

  - Le président de la République Nicolas Sarkozy avait invité un détachement militaire de chacun des vingt-sept pays de l'Union européenne pour commémorer les cinquante ans de la signature du traité de Rome. Tous les pays ont répondu favorablement à l'appel et pour la première fois les 27 pays ont été représentés. L'effectif européen était composé de 838 officiers, sous-officiers et militaires du rang dont 7 femmes, y compris 39 membres du 2e régiment de hussards de l'Armée de terre française[31], tous défilant au pas français (120 pas par minute). À cette occasion, José Manuel Barroso, président de la Commission européenne et José Sócrates Premier ministre portugais dont le pays assurait la présidence européenne, assistaient au défilé.

- 2008 :
  - venus pour célébrer le lancement de l'Union pour la Méditerranée la veille, plusieurs chefs d'État et/ou de Gouvernement des vingt-sept États membres de l'Union européenne ainsi que le président de la Commission, et la plupart des dirigeants du pourtour méditerranéen assistaient au défilé. La présence du président syrien Bachar el-Assad, a d'ailleurs été sujette à polémique (quelques manifestants ont été arrêtés sur les trottoirs des Champs Élysées), et ce d'autant plus que la promotion de l'École militaire interarmes (EMIA) de Coëtquidan baptisée Antoine de la Bâtie (du nom d'un officier tué en 1983 dans un attentat imputé par certains au régime syrien) défilait ce jour-là[32] (ladite promotion a marché sans démonstration aucune devant Bachar el-Assad).

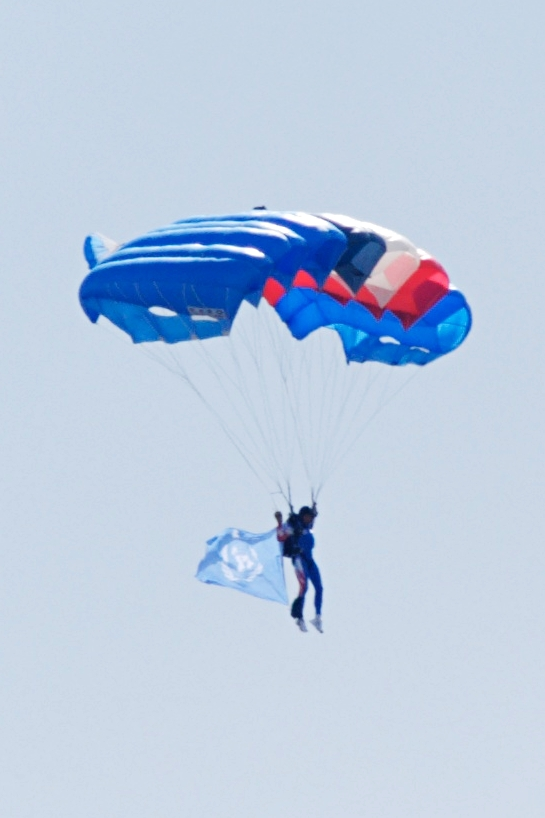
Parachutiste avec le drapeau de l'ONU au-dessus de la place de la Concorde, clôture du défilé du 14 juillet 2008.

- - Pour fêter les soixante ans de la Déclaration universelle des droits de l'homme, le préambule est lu aux officiels par le comédien Kad Merad, tandis que deux régiments de Casques bleus (un multinational et un exclusivement français, le premier servant au Liban tandis que le second en revenait) ouvrent le défilé des troupes à pied. Par ailleurs, le secrétaire général de l'ONU, Ban Ki-moon, fait partie des invités d'honneur.
  - Pour la première fois, sept parachutistes sautent au-dessus de Paris et atterrissent devant la tribune présidentielle afin de déployer trois drapeaux : celui de la France, celui de l'Union européenne et celui de l'Organisation des Nations unies.
  - Le chœur des jeunes sapeurs pompiers du Puy-de-Dôme défile et chante l'hymne national avec le chœur de la Gendarmerie nationale, c'est la première fois que des jeunes sapeurs pompiers (facilement reconnaissables à leur casque orange à bandes grises) sont présents.

- 2009, l'Inde est en vedette. Invités de la France, trois détachements de l'Armée de terre, de la Marine et de l'Aviation indiennes, soit 450 soldats dans leur uniforme national précédés de leur musique, défilent. Les hélicoptères défilent au son de la Chevauchée des Walkyries, allusion transparente au film Apocalypse Now[33].

### Années 2010
- 2010, l'invité d'honneur est l'Afrique, 13 pays d'Afrique francophone subsaharienne, sont représentés. L'animation musicale avant le début du défilé est assurée par 26 tambours des pays invités ainsi que leur porte-étendard soutenus par la fanfare de la Garde républicaine.

- 2011 :
  - mise en valeur de la France d'outre-mer avec l'ouverture du défilé par plusieurs unités ultramarines, La Marseillaise chantée par des jeunes d'outre-mer bénéficiaires du SMA (Service militaire adapté) et un haka exécuté par des soldats de différentes unités, tous originaires d'Océanie.
  - Année du bicentenaire des pompiers de Paris, un exercice de gymnastique est réalisé par une unité de pompiers en fin de défilé.
  - Quelques détachements militaires défilent en chantant.
  - La mort de cinq soldats français en Afghanistan la veille endeuille le défilé[34].

- 2012 : lors du premier défilé du président François Hollande, un parachutiste français, le lieutenant Jean-Michel Poulet, se blesse lors de son atterrissage devant la tribune présidentielle[35] place de la Concorde. L'officier souffrira ultérieurement d'une double fracture du tibia et de la fibula. Immédiatement, le président s'est rendu auprès du militaire blessé, bousculant ainsi l'ordre établi initialement par le GSPR.

- 2013 :
  - mise en avant de l'opération Serval d'intervention au Mali lors du conflit armée opposant ce pays aux rebelles touaregs du Mouvement national de libération de l'Azawad (MNLA) et au mouvement salafiste Ansar Dine, par la participation de contingents africains et d'une garde au drapeau européenne (pilotage de la formation de l'armée malienne).
  - Participation de la Croatie, 28e membre de l'Union européenne depuis le 1er juillet 2013.
  - Première participation d'un avion de transport militaire Airbus A400M Atlas de l'Armée de l'Air au défilé aérien, ainsi que des chasseurs Eurofighter EF2000 de la Luftwaffe[36].

- 2014 :
  - pour célébrer le centenaire de la Première Guerre mondiale, 72 nations[37] ont été invitées.

- 2015 :
  - pour la première fois, en l'honneur de leur intervention à la suite des attentats de janvier 2015 en France , le RAID, le GIGN et la BRI défilent sur les Champs-Élysées.
  - Les bombardiers d'eau de la Sécurité civile sont également présents, un Beechcraft 200 et deux Bombardier 415 participent au défilé aérien.
  - Pour la première fois la Brigade de sapeurs-pompiers de Paris fait défiler sur les Champs-Élysées quatre véhicules électriques légers : deux Volkswagen E-up[38] et deux Bolloré Bluecar[39]. Ces véhicules sont alors en cours d'essais.
  - Le Mexique est le pays invité d'honneur, à l'occasion de la visite en France de son président, Enrique Peña Nieto qui est l'hôte du président français. À cette occasion, le défilé militaire est ouvert par un détachement de l’armée mexicaine composé 149 cadets et 5 officiers, dont certains portent sur poing ganté un aigle royal, emblème du Mexique[40].
- 2016 :
  - pour la première fois, en honneur à leur engagement dans la lutte contre le terrorisme, des agents de l'administration pénitentiaire et des douanes défilent sur les Champs-Élysées ;
  - Pour la première fois, des élèves des établissements de formation initiale des armées défilent sur les Champs-Élysées ;
  - L'Australie et la Nouvelle-Zélande sont les pays invités d'honneur, à l'occasion du centenaire de la bataille de la Somme. À cette occasion, des guerriers maoris défilent sur les Champs-Élysées ;
  - Pour la première fois, le couplet « des enfants » de La Marseillaise est chanté, entonné par une chorale de 400 jeunes vainqueurs d'un concours de l'Éducation nationale.
- 2017 :
  - Les États-Unis sont l'invité d'honneur à l'occasion du centenaire de leur entrée en guerre pendant la Première Guerre mondiale en 1917 ;
  - Le Président des États-Unis Donald Trump assiste au défilé depuis la tribune présidentielle ; il est tellement impressionné qu'il demande à ses services d'organiser un grand défilé à Washington sur Pennsylvania Avenue le 4 juillet[41] ;
  - Des troupes américaines participent au défilé, ainsi que la patrouille acrobatique et deux F-22 Raptor de l'U.S. Air Force.
  - Les musiciens militaires français ont joué un medley du groupe Daft Punk ainsi que la chanson C'est la fête de Michel Fugain.
  - L'ouverture du défilé a été l'occasion pour le centenaire de la Première Guerre mondiale d'y faire défiler des blindés et véhicules d'époque simultanément à un véhicule contemporain censé représenter son équivalent moderne. Un film diffusé sur grand écran expliquait le principe de conception et d'utilisation de chacun des véhicules de 1917, ainsi que celui de leur équivalent de 2017. Les doublets de véhicules furent les suivants :
    - Char Schneider CA1 / VBCI
    - Saint-Chamond / Char Leclerc
    - Canon de 155 mm GPF (tracté par un Tracteur Renault type EG 15) / CAESAR
    - Fourgon-ambulance Latil 1912 / VAB SAN
    - Porte-char Latil 1917 avec remorque transportant un Char Renault FT / Renault TRM 700-100 avec remorque transportant un Char Leclerc
    - Camion de transport Laurer / PPLOG
    - Camion Peugeot remorquant une barque de pontonnier / SPRAT
- 2018 :
  - Le Japon est invité d'honneur, mais le premier ministre Shinzō Abe annule sa visite en Europe à la suite des inondations qui frappent le pays. Une délégation de six militaires japonais portant drapeau défile néanmoins aux côtés des Français[42]. Le Japon est représenté par son ministre des Affaires étrangères, M. Tarō Kōno
  - Singapour est également invité d'honneur et est représenté par un détachement de 4 militaires et par son premier ministre Lee Hsien Loong.
  - Des blindés de la composante terre belge ont pris part au défilé motorisé.
  - Des militaires de la Guardia Civil espagnole ont défilé aux côtés des élèves de l'école des sous-officiers de la Gendarmerie Nationale de Tulle.
  - Pendant le survol des Champs-Élysées, l'un des neuf avions de la patrouille de France a lâché un panache rouge au lieu d'un panache bleu. Dans un tweet, le compte de l'Armée de l'air et de l'espace indiquera qu'il s'agit d'une erreur, non pas du pilote, mais du technicien ayant chargé la poudre colorée dans les réservoirs[43],[44].
- 2019 :
  - Franky Zapata fait une démonstration de vol, équipé de son réacteur individuel Flyboard Air, au-dessus de la place de la Concorde[45].

### Années 2020
- 2020 : en raison de la pandémie de Covid-19, le défilé militaire du 14-Juillet est annulé dans son format traditionnel, et est remplacé par une cérémonie restreinte sur la place de la Concorde[46].
- 2021 :
  - La « Task Force Takuba », groupement de forces spéciales intervenant au Mali et plus largement au Sahel et comprenant des soldats de huit pays européens (France, Belgique, Estonie, Italie, Pays-Bas, Portugal, Suède et Tchéquie), est à l'honneur. 73 membres de ce groupement ouvrent le défilé de cette année[47],[48],[49].
  - Des effectifs d’une police municipale — des agents municipaux de Nice — participent pour la première fois au défilé. Ils font partie des équipes étant intervenus lors des attentats du 14 juillet 2016 et de la basilique Notre-Dame de Nice le 29 octobre 2020.
  - Soixante-seize gendarmes qui se sont illustrés en 2020 et 2021 ont également défilé sur les Champs-Élysées[50] dont les membres des brigades ayant participé à la gestion de la tempête Alex en octobre 2020[49].
  - Premier défilé aérien de deux nouveaux modèles d'aéronefs légers : l'ALSR appartenant à l'Escadron électronique aéroporté 1/54 Dunkerque de l'Armée de l'air et de l'espace, et le TBM 940 de la direction générale de l'Armement[51].
- 2022 :
  - Le défilé est ouvert par les pays du front Est de l'Europe dans un contexte de guerre en Ukraine : l’Estonie, la Lettonie, la Lituanie, la Pologne, la République tchèque, la Slovaquie, la Hongrie, la Roumanie, la Bulgarie[52].
- 2023 : L'Inde est l'invitée d'honneur, en présence du Premier ministre indien Narendra Modi[53],[54]. Après le passage des aéronefs, dont trois Dassault Rafale indiens, le défilé militaire est ouvert par 240 soldats des forces armées indiennes[55].
- 2024 : le défilé est déplacé sur l'avenue Foch car la place de la Concorde était à ce moment-là occupée par les tribunes en cours de montage pour les épreuves devant s'y dérouler à l'occasion des Jeux olympiques[56] de Paris qui devaient avoir lieu quelques semaines plus tard.
- 2025 : 
  - Le 14 juillet 2025, le défilé militaire revient sur l'avenue des Champs-Élysées, et est marqué par le centenaire du Bleuet de France, qui rend hommage aux anciens combattants[57].
  - À l'occasion du 75e anniversaire de leurs relations diplomatiques, la France invite l'Indonésie à ouvrir le défilé avec 260 militaires indonésiens (88 venant de l'Armée de terre indonésienne, 86 de la Marine indonésienne et 86 de l'Armée de l'air indonésienne), également accompagné d'un drumband fort de 189 musiciens et ce, en présence du président indonésien Prabowo Subianto, invité d'honneur d'Emmanuel Macron[58].

## Coût
En 2024, le projet de loi de finances pour 2024 estime le coût du défilé du 14 juillet à 3,5 millions d'euros.

## Controverses sur le défilé militaire
En 2004, des élus Verts de Paris proposent au Conseil de Paris, un vœu appelant à proscrire les chars Leclerc de défiler sur l'avenue des Champs-Élysées, car avec leur poids de 55 tonnes et leurs chenilles, ils arracheraient les pavés. La rénovation du pavage de la célèbre avenue à la suite de leurs passages impliquerait chaque année à la mairie de Paris une forte dépense (190 000 € en 2003).
Dès 2010, d'autres élus Verts de Paris proposent de « supprimer le défilé militaire du 14 juillet et d'affecter une partie des économies réalisées à l'organisation de rassemblements populaires, à Paris et dans toute la France ». Sylvain Garel, président du groupe Vert au sein du Conseil de Paris, déclare alors que « le défilé du 14 juillet mobilise chaque année sur les Champs-Élysées des milliers de militaires, des centaines de véhicules, des dizaines d'aéronefs et des millions d'euros », précisant que la France « gagnerait à quitter le sinistre peloton des pays organisant des démonstrations guerrières le jour de leur fête nationale, dont la plupart sont des dictatures ».
Le 14 juillet 2011, Eva Joly, candidate Europe Écologie Les Verts à l'élection présidentielle de 2012, déclare « avoir rêvé » du remplacement du défilé militaire par un « défilé citoyen où nous verrions les enfants des écoles, où nous verrions les étudiants, où nous verrions aussi les seniors défiler dans le bonheur d'être ensemble, de fêter les valeurs qui nous réunissent », suscitant de vives réactions. Elle revient par la suite sur ses propos en expliquant qu'elle ne souhaite pas sa suppression mais plutôt qu'on modifie la date du défilé.

## Défilés dans d'autres villes de France
Le 14 juillet, d'autres défilés de moindre envergure sont également organisés dans diverses villes de France, principalement dans des villes de garnison avec les régiments locaux :
- Marseille
- Lyon[67],[68] (défilé précédé d'une prise d'armes)
- Lille[69],[70],[71]
- Toulouse[72]
- Toulon
- Metz[73]
- Nancy[74]
- Dijon[75]
- Belfort
- Agen[76],[77] (festivités organisées le 13 juillet)
- Poitiers
- Brest
- Nîmes
- Rochefort
- Lunéville[78]
- Draguignan
- Saintes[79]